# Liste der Provinzialstraßen in der Provinz Groningen
Die Liste der Provinzialstraßen in der Provinz Groningen ist eine Auflistung der Provinzialstraßen (niederländisch: provinciale wegen) in der niederländischen Provinz Groningen.
Die Provinzialstraßen tragen eine N-Nummer. Es gibt aber auch nicht gekennzeichnete Provinzialstraßen. Bei den mit einer N-Nummer versehenen Provinzialstraßen werden zwei Klassen unterschieden. Die Provinzialstraßen erster Ordnung tragen in Groningen dreistellige N-Nummern, die mit der Ziffer 3 beginnen, diejenigen zweiter Ordnung beginnen in Groningen in der Regel mit der Ziffer 9.
Die erlaubte Höchstgeschwindigkeit beträgt innerhalb geschlossener Ortschaften 50 km/h. Außerhalb geschlossener Ortschaften beträgt sie in der Regel 80 km/h.

## Provinzialstraßen erster Ordnung
Der Straßenverlauf wird in der Regel von Nord nach Süd und von West nach Ost angegeben.
| Nr.   | Verlauf |
| ----- | --- |
| N 355 | (N 355 in der Provinz Fryslân) – Provinzgrenze – Gripskerk – N 388 – Niezijl – Noordhorn – Zuidhorn – N 980 – Aduard – N 983 – N 977 – N 370 in Groningen |
| N 360 | in Groningen – N 986 – Ten Boer – N 993 – N 865 – Ten Post – Winneweer – Garrelsweer – N 996 – Appingedam – N 989 – – N 997 in Delfzijl |
| N 361 | (N 361 in der Provinz Fryslân) – Provinzgrenze – Lauwersoog – N 388 – Ulrum – Leens – Wehe-Den Hoorn – N 983 – Mensingeweer – N 984 – N 363 – Winsum – N 996 – Sauwerd – Adorp – N 370 – in Groningen |
| N 362 | – N 991 – N 992 – N 988 – Nieuwolda – N 985 – in Scheemda |
| N 363 | N 361 – Baflo – Rasquert – Warffum – Usquert – N 998 – N 999 – Uithuizen – Uithuizermeden – Roodeschool – – Oosteinde – in Spijk |
| N 364 | (N 364 in der Provinz Drenthe) – Provinzgrenze – N 366 – Ter Apel |
| N 365 | N 366 – Alteveer – Onstwedde – N 974 – N 975 – N 368/N 976 – Vlagtwedde – Bourtange – Staatsgrenze – (L 50 in Niedersachsen, Deutschland) |
| N 366 | in Veendam – N 367 – Nieuwe Pekela – N 365 – N 378 – Stadskanaal – N 374 – Musselkanaal – Ter Apelkanaal – Provinzgrenze – (N 366 in der Provinz Drenthe) – Provinzgrenze – N 976 – N 364 – Provinzgrenze – (N 366 in der Provinz Drenthe) – Provinzgrenze – De Maten – Staatsgrenze – ( in Deutschland) |
| N 367 | in Winschoten – N 368 – Oude Pekela – N 366 in Nieuwe Pekela |
| N 368 | N 367 – N 969 – Blijham – Wedde – N 973 – N 365 in Vlagtwedde |
| N 370 | in Groningen – N 361 – N 355 – in Groningen |
| N 372 | in Leek – Provinzgrenze – (N 372 in der Provinz Drenthe) – Provinzgrenze – in Hoogkerk |
| N 374 | (N 374 in der Provinz Drenthe) – Provinzgrenze – Stadskanaal – N 366 |
| N 378 | (N 378 in der Provinz Drenthe) – Provinzgrenze – Stadskanaal – N 366 |
| N 385 | N 386 in Hoogezand-Sappemeer – N 962 – N 963 – |
| N 386 | in Hoogezand-Sappemeer – N 860 – N 385 – Provinzgrenze – (N 386 in der Provinz Drenthe) |
| N 387 | N 987 in Siddeburen – – Hellum – Schildwolde – N 865 – Slochteren – in Hoogezand-Sappemeer |
| N 388 | N 361 – Zoutkamp – Lauwerzijl – Grijpskerk – N 355 – Boerakker – |

## Provinzialstraßen zweiter Ordnung
Der Straßenverlauf wird in der Regel von Nord nach Süd und von West nach Ost angegeben.
| Nr.   | Verlauf |
| ----- | --- |
| N 860 | Haren – Waterhuizen – N 386 in Hoogezand-Sappemeer                                                                                           |
| N 861 | (N 861 in der Provinz Drenthe) – Provinzgrenze – Grenze am südlichen Straßenrand –                                                           |
| N 865 | N 360 in Ten Post – Wittewierum – N 387 in Schildwolde                                                                                       |
| N 919 | (N 919 in der Provinz Fryslân) – Provinzgrenze – Veenhuizen – N 373 in Huis ter Heide                                                        |
| N 962 | (N 962 in der Provinz Drenthe) – Provinzgrenze – Kiel-Windeweer – N 385                                                                      |
| N 963 | N 385 – Veendam – /N 366 |
| N 964 | – Winschoten |
| N 966 | N 985 in Finsterwolde – Beerta – /N 367 |
| N 967 | N 985 in Finsterwolde – Blauwestad – /N 367                                                                                                  |
| N 969 | N 368 in Blijham – Bellingwolde – N 973 – Staatsgrenze – (L 52 in Niedersachsen, Deutschland)                                                |
| N 972 | Winschoten – N 367 in Oude Pekela |
| N 973 | N 969 in Bellingwolde – Vriescheloo – N 368 in Wedde                                                                                         |
| N 974 | N 365 in Onstwedde – N 366 in Stadskanaal |
| N 975 | N 365 in Onstwedde – Mussel – N 366 in Musselkanaal                                                                                          |
| N 976 | N 365/N 368 in Vlagtwedde – Jipsinghuizen – Sellingen – Ter Apel – N 366                                                                     |
| N 977 | N 355 – Gravenburg – Hoogkerk-Nord |
| N 978 | N 980 in Zuidhorn – Enumatil – Pasop – /N 372 in Leeksterveld                                                                                |
| N 979 | N 372 in Leek – Zevenhuizen – (N 979 in der Provinz Drenthe)                                                                                 |
| N 980 | in Marum – Noordwijk – Kornhorn – N 981 – Doezum – Grootegast – Sebaldeburen – N 388 – Oldekerk – Niekerk – Faan – N 978 – N 355 in Zuidhorn |
| N 981 | (N 981 in der Provinz Fryslân) – Provinzgrenze – Opende – N 980 in Kornhorn                                                                  |
| N 982 | Oldehove – N 983 |
| N 983 | N 361 in Wehe-Den Hoorn – Warfhuizen – Saaksum – N 982 – N 355 in Aduard                                                                     |
| N 984 | Eenrum – N 361 in Mensingeweer |
| N 985 | N 362 – Midwolda – Oostwold – N 967 – N 966 in Finsterwolde                                                                                  |
| N 986 | N 360 in Groningen – Harkstede – N 387 in Kolham                                                                                             |
| N 987 | in Siddeburen – N 387 – Wagenborgen |
| N 988 | N 362 – Wagenborgen |
| N 989 | N 360 in Appingedam – in Appingedam |
| N 990 | N 991 in Farmsum – Zeesluis – N 991 |
| N 991 | N 990 in Farmsum – N 362 |
| N 992 | N 362 – Woldendorp |
| N 993 | Bedum – – Sint Annen – N 360 in Ten Boer |
| N 994 | Bedum – |
| N 995 | N 996 in Onderdendam – Bedum |
| N 996 | N 361 in Winsum – Onderdendam – N 995 – Middelstum – N 998 – – Loppersum – N 360 in Garrelsweer                                              |
| N 997 | – Holwierde – Delfzijl – N 360 – Delfzijl, Tichelwerk – N 360                                                                                |
| N 998 | N 363 in Usquert – Kantens – Middelstum – N 996                                                                                              |
| N 999 | N 363 in Uithuizen – Zandeweer – Eppenhuizen – in Startenhuizen                                                                              |